# Dovecot
Dovecot è un Mail Delivery Agent open source per sistemi Linux e Unix-like, progettato per garantire la sicurezza di un E-mail Server. Sviluppato principalmente da Timo Sirainen è stato inizialmente pubblicato nel luglio 2002. Dovecot è stato sviluppato per essere un server di posta open source leggero, veloce e facile da settare.
Secondo Openmailsurvey, Dovecot è l'installazione base di oltre 3 milioni di mailserver e del 68% dei server IMAP a livello globale.
Dovecot può essere usato commercialmente gratuitamente ma esiste anche una versione commerciale chiamata Dovecot Pro. La versione commerciale contiene Dovecot Oy insieme al supporto e a componenti aggiuntivi aziendali come l'object storage e i plugin di ricerca full-text. Dal marzo 2015 Dovecot Oy inserito nella famiglia dei server Open-Xchange.

## Caratteristiche
Supporta i formati standard di caselle di posta mbox e maildir oltre al suo formato nativo dbox estremamente ottimizzato. È completamente compatibile con la loro implementazione su server UW IMAP e Courier IMAP così come con i client di posta che accedono direttamente alle caselle di posta.
Dovecot include anche un Mail delivery agent (chiamato Local delivery agent) e un server LMTP, con il supporto del filtro Sieve opzionale.
Devecot supporta diversi schemi di autenticazione per IMAP e POP inclusi CRAM-MD5 e il più sicuro DIGEST-MD5.
Nella versione 2.2, Dovecot si è arricchito di nuove funzionalità, ad esempio dsync è stato riscritto o ottimizzato, le caselle di posta condivise ora supportano i per-user flag e ulteriori estensioni dei comandi IMAP.
Apple include Dovecot per la gestione dei servizi di Posta elettronica nel suo OS X Snow Leopard.
Nel 2017, Mozilla, tramite il programma di supporto della fondazione Mozilla Open Source, esegue il primo audit pubblico del codice Dovecot.